# STEVE

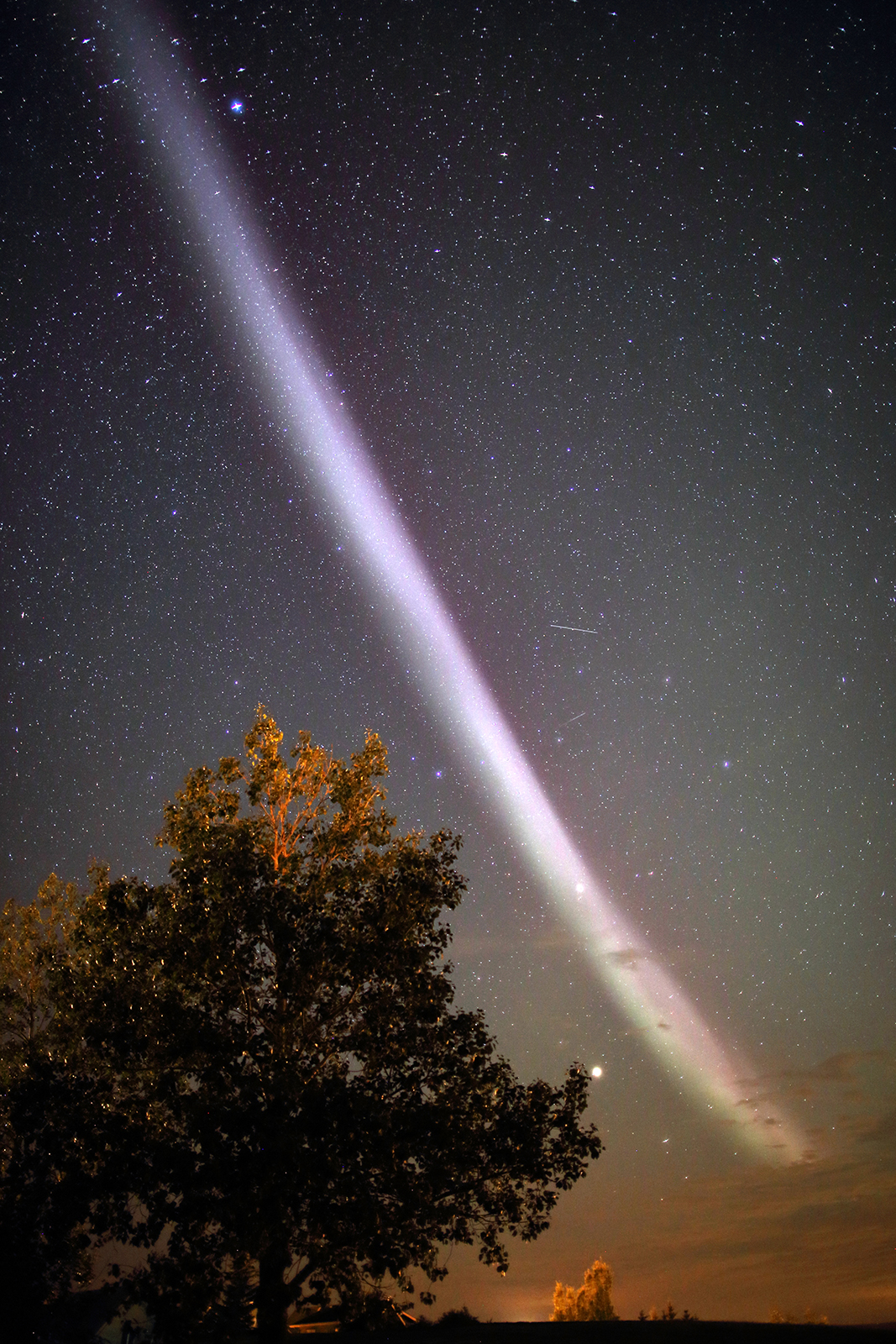

STEVE(Strong Thermal Emission Velocity Enhancement)는 하늘에 자주색과 녹색빛 리본으로 나타나는 대기광학현상이다. 2016년 말 캐나다 앨버타주의 오로라 관찰자들이 명명했다. 유럽 우주국의 스웜 미션의 위성 데이터 분석에 따르면 이 현상은 고도 450킬로미터, 온도 3,000°C, 6 km/초의 흐름 속도(리본 밖의 경우 10m/초)의 25km 폭의 뜨거운 플라스마 리본에 의해 발생한 것이다. 이 현상은 희귀하지 않지만 해당 시기 이전까지는 과학적으로 탐구되거나 설명되지 않았다.

## 같이 보기
- 우주 기후
- 열권
- 태양홍염
- 상층대기 번개
- 오로라